# Kappel-Grafenhausen
Kappel-Grafenhausen település Németországban, azon belül Baden-Württembergben. Lakosainak száma 5262 fő (2023. december 31.). Kappel-Grafenhausen Rust és Ringsheim községekkel határos.

## Népesség
A település népessége az elmúlt években az alábbi módon változott:
| Lakosok száma | 3247 | 3497 | 3583 | 3570 | 3616 | 4246 | 4709 | 4827 | 4733 | 5262 |
|               | 1961 | 1967 | 1974 | 1980 | 1987 | 1993 | 2000 | 2006 | 2013 | 2023 |